# Kolumbianische Fußballnationalmannschaft (U-17-Juniorinnen)
Die kolumbianische U-17-Fußballnationalmannschaft der Frauen repräsentiert Kolumbien im internationalen Frauenfußball. Die Nationalmannschaft untersteht der Federación Colombiana de Fútbol und wird seit Dezember 2021 von Carlos Paniagua trainiert.
Die Mannschaft tritt bei der U-17-Südamerikameisterschaft und der U-17-Weltmeisterschaft für Kolumbien an. Seinen bisher größten Erfolg feierte das Team mit dem Gewinn der Südamerikameisterschaft 2008. Für eine WM-Endrunde konnte sich die kolumbianische U-17-Auswahl insgesamt sechsmal qualifizieren (zuletzt 2024), kam jedoch nie über die Gruppenphase hinaus.

## Turnierbilanz

### Weltmeisterschaft
| Jahr   | Gastgeber               | Platzierung        |
| ------ | ----------------------- | ------------------ |
| 2008   | Neuseeland              | Gruppenphase       |
| 2010   | Trinidad und Tobago     | nicht qualifiziert |
| 2012   | Aserbaidschan           | Gruppenphase       |
| 2014   | Costa Rica              | Gruppenphase       |
| 2016   | Jordanien               | nicht qualifiziert |
| 2018   | Uruguay                 | Gruppenphase       |
| 2021 1 | Indien 1                | – 1                |
| 2022   | Indien                  | 2. Platz           |
| 2024   | Dominikanische Republik | Gruppenphase       |

### Südamerikameisterschaft
| Jahr   | Gastgeber   | Platzierung       |
| ------ | ----------- | ----------------- |
| 2008   | Chile       | Südamerikameister |
| 2010   | Brasilien   | Gruppenphase      |
| 2012   | Bolivien    | 3. Platz          |
| 2013   | Paraguay    | 2. Platz          |
| 2016   | Venezuela   | 4. Platz          |
| 2018   | Argentinien | 2. Platz          |
| 2020 2 | Uruguay 2   | – 2               |
| 2022   | Uruguay     | 2. Platz          |
| 2024   | Paraguay    | 2. Platz          |